# Torri Rivella
Le Torri Rivella sono due edifici storici del quartiere Aurora ubicati a ridosso del Centro storico di Torino, presso la confluenza dei corsi Regina Margherita, Regio Parco e San Maurizio, in quello che è comunemente noto come Rondò Rivella.
Rappresentano, insieme a pochi altri edifici in città, un esempio di architettura Déco, altrimenti noto come Stile Novecento.

## Storia
La coppia di edifici fu progettata nel 1929 dall'architetto Eugenio Vittorio Ballatore di Rosana, uno dei protagonisti del Liberty a Torino noto per la sua esperienza in grandi strutture sportive grazie alla realizzazione dello Stadium e del Motovelodromo Fausto Coppi.
Amabilmente soprannominati "zuccheriere"
, gli edifici e il piazzale antistante prendono il nome dal committente Francesco Rivella, che vi aveva trasferito la sede del suo noto atelier di pellicceria frequentato da una clientela di livello internazionale. Con la propria attività imprenditoriale Rivella portò significative innovazioni nel settore della pellicceria introducendo la tintura delle pelli di castoro nei colori al tempo più popolari e ricorrendo in modo massiccio alla pubblicità per promuovere i propri prodotti.

## Caratteristiche progettuali

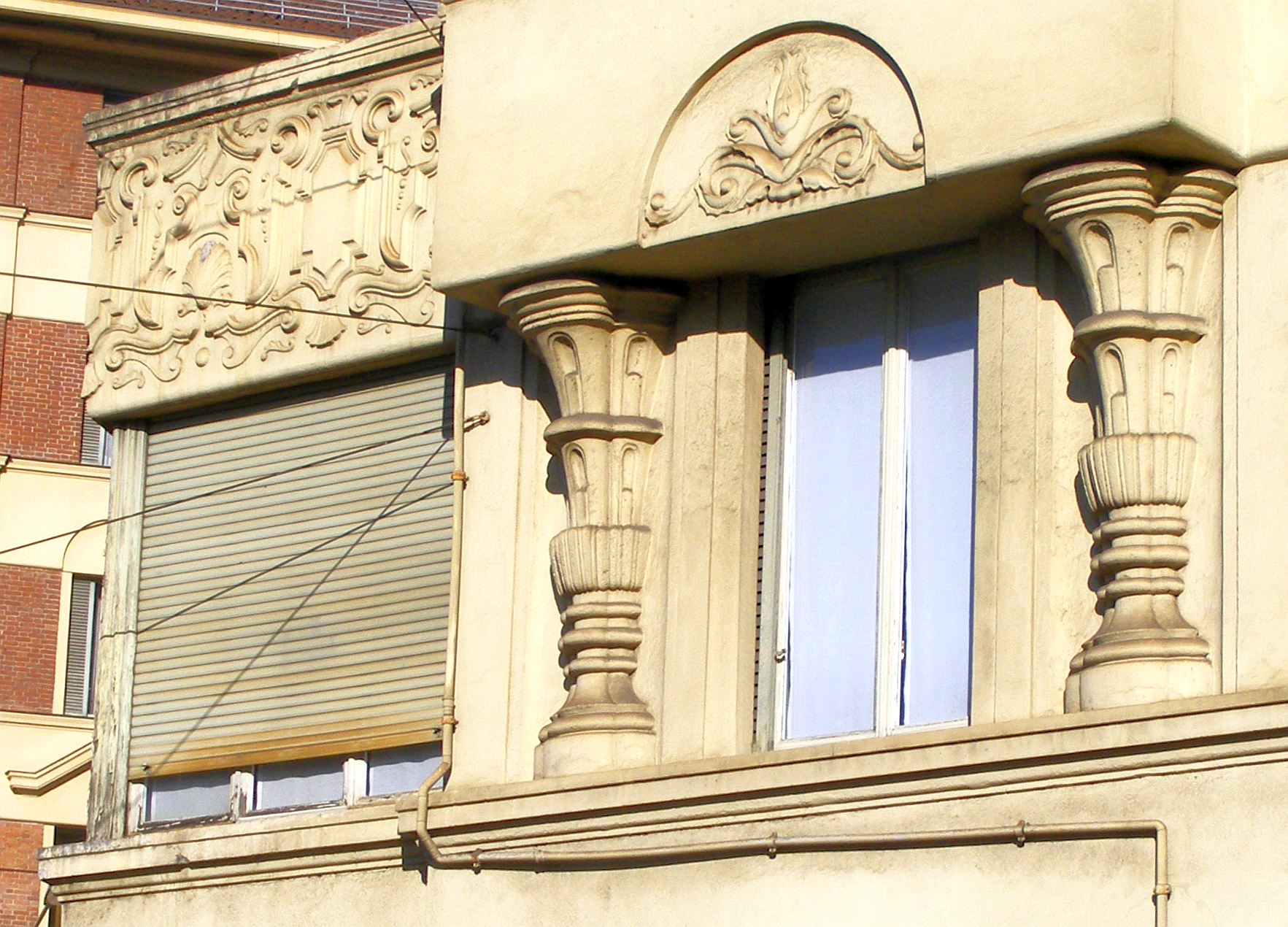
Dettaglio della torre est

Nel progetto delle Torri Rivella è stato riconosciuto l'intento di reinterpretare il concetto ottocentesco di accesso dei boulevard urbani, in questo caso corso Regio Parco, come già sperimentato nella stessa Torino in via Roma-piazza Carlo Felice e corso Gabetti. È altresì nota la volontà di creare un'opera altamente simbolica e riconoscibile ma, al tempo stesso, capace di inserirsi in un contesto architettonico complesso, caratterizzato dalla vicina cupola guariniana del Duomo e dalla celeberrima Mole Antonelliana.
Entrambi gli edifici contano otto piani fuori terra e i prospetti sono scanditi da fasce di intonaco grigio e laterizio rosso e si sviluppano su posizione angolare facendo della loro speculare simmetria il punto di forza. Pur assomigliandosi, sono in realtà molto diversi e differiscono prevalentemente nell'impianto decorativo di chiaro gusto Déco, nonché nel trattamento di spigoli e nella morfologia dei pinnacoli del corpo centrale.